# Hummelholmen, Lovisa
Hummelholmen är en ö i Finland.   Den ligger i kommunen Lovisa i den ekonomiska regionen  Lovisa  och landskapet Nyland, i den södra delen av landet, 80 km öster om huvudstaden Helsingfors. Arean är 0,12 kvadratkilometer.
Terrängen på Hummelholmen är mycket platt. Öns högsta punkt är 22 meter över havet.